# Eugenio Galliussi
Eugenio Galliussi (Cividale del Friuli, 18 de julio de 1915 – Castelmaurou (Francia), 14 de noviembre de 2010) fue un ciclista italiano. 
Profesional de 1939 a 1948, participó en el Tour de Francia 1947 después de la interrupción a causa de la Segund Guerra Mundial.
Logró once victorias profesionales y posiciones en importantes carreras francesas de su tiempo. En 1942 terminó segundo en el Gran Premio de las Naciones detrás de Jean-Marie Goasmat y en 1947 fue tercero en el Circuit des villes d'eaux d'Auvergne.

## Palmarés
1939
- Victoria de etapa del Circuit du Midi

1942
- Critérium des Pyrénèes
- Circuit du Mont Ventoux

1945
- Marseille-Nice

1946
- Gran Premio de Chamaliéres
- Ventoux-Méditerranée
- Victoria de etapa de Ventoux-Méditerranée
- Victoria de etapa del Gran Premio de la République

1947
- Tour de Haute-Savoie
- Gran Premio du Débarquement Sud
- Critérium de Circuit de Bort-les-Orgues

### Resultados en el Tour de Francia
- 1947. Abandona (3.ª etapa)